# Тенсегрити

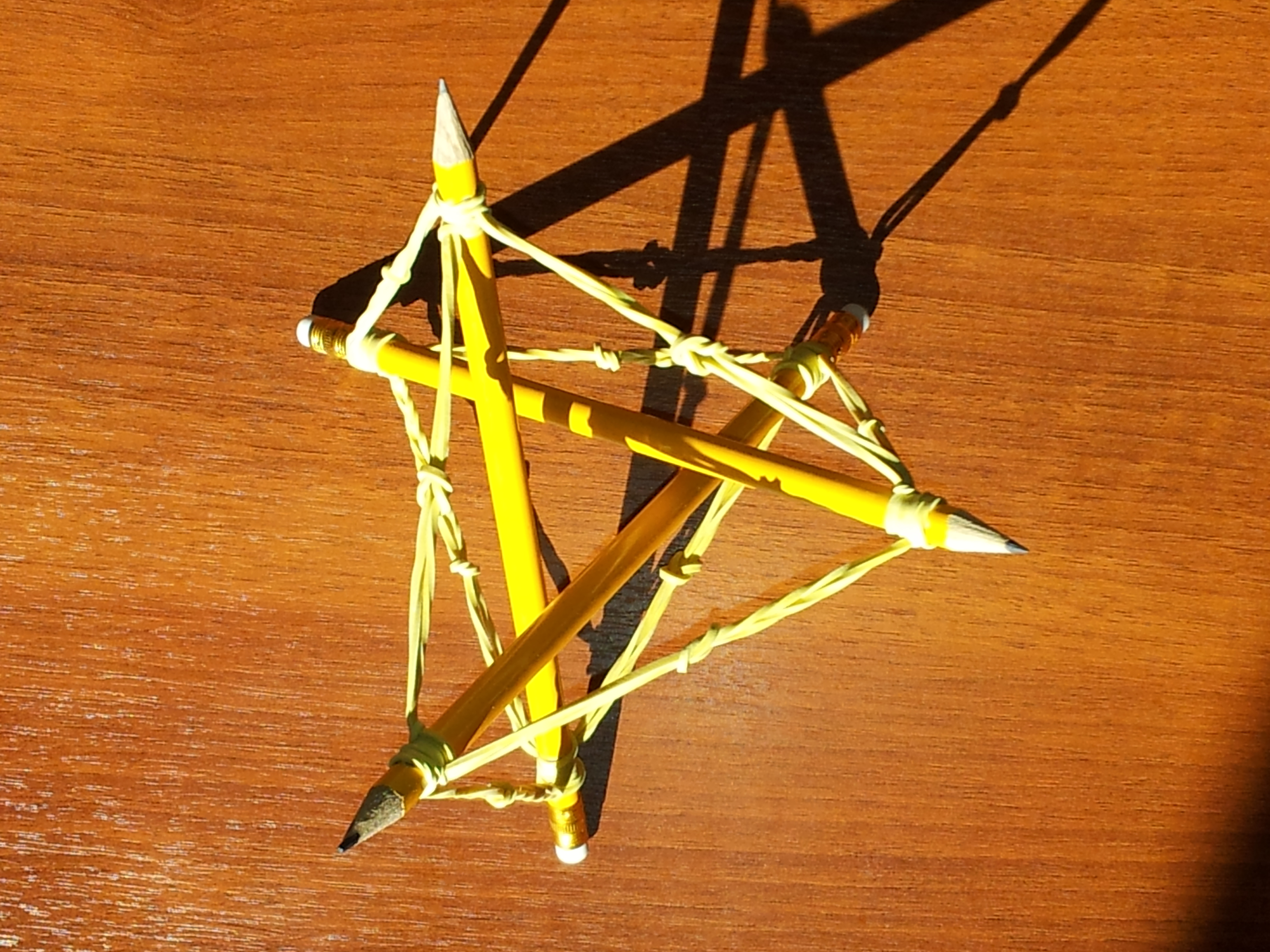
Напряжённосвязанная структура из трёх рёбер и девяти связок

Тенсегрити (англ. tensegrity от англ. tensional integrity — соединение путём натяжения) — принцип построения конструкций из стержней и тросов, в которых стержни работают на сжатие, а тросы — на растяжение. При этом стержни не соприкасаются друг с другом, но висят в пространстве, а их относительное положение фиксируется растянутыми тросами, в результате чего ни один из стержней не работает на изгиб.
Термин придуман учёным и архитектором Ричардом Бакминстером Фуллером. В России подобные конструкции продвигал сразу после Октябрьской революции петроградский художник-конструктивист Карл Иогансон (1890—1929). По-русски такие конструкции называются напряжённосвязанными.

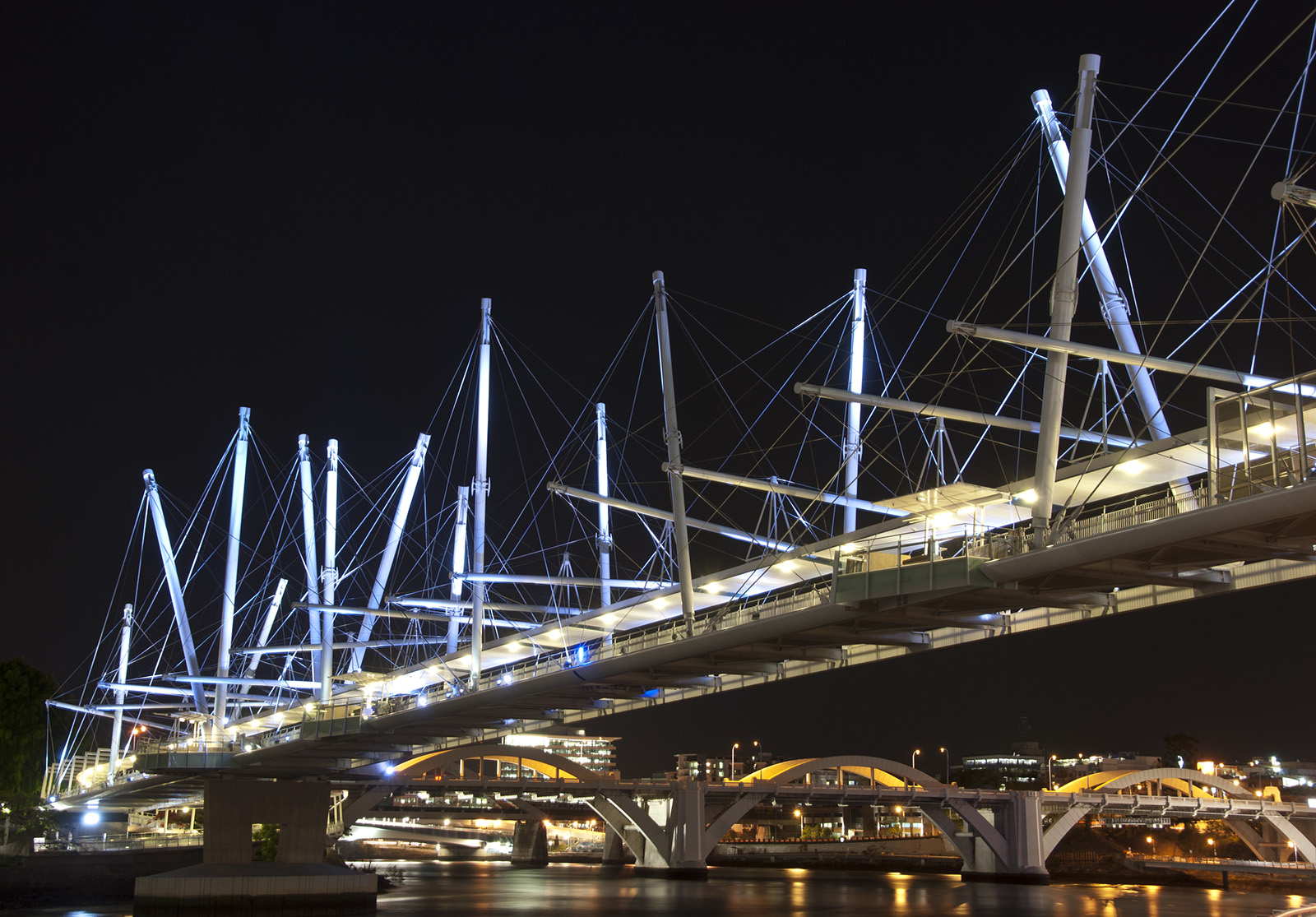
Курилпа — крупнейший мост в мире, построенный на принципе тенсегрити, Австралия, Брисбен

Тенсегрити — способность каркасных конструкций использовать взаимодействия работающих на сжатие цельных элементов с работающими на растяжение составными элементами для того, чтобы каждый элемент действовал с максимальной эффективностью и экономичностью. // Ричард Бакминстер Фуллер
Понятие тенсегрити используется также при объяснении процессов в биологических исследованиях (особенно в биологии клетки) и некоторых других современных отраслях знания, например, в исследованиях строения текстильных тканей, дизайне, исследованиях социальных структур, ансамблевой музыке и геодезии.